# Boguś Janiszewski
Boguś (właśc. Bogusław) Janiszewski (ur. w 1968 roku w Bydgoszczy) - polski pisarz, ekspert związany ze środowiskiem edukacji niepublicznej. Autor popularnonaukowych książek dla dzieci i młodzieży, które stworzył wspólnie z ilustratorem Maksem Skorwiderem i ilustratorką Nikolą Kucharską. 

## Życiorys
Absolwent filologii polskiej na Uniwersytecie im. Adama Mickiewicza w Poznaniu i studiów menedżerskich (MBA) na Uniwersytecie Ekonomicznym w Poznaniu. W swoim życiu zawodowym zaangażowany był w rozwój niepublicznej edukacji - na poziomie policealnym i wyższym. Współzałożyciel Wyższej Szkoły Języków Obcych w Poznaniu. W latach 2017-2021 członek rady programowej niepublicznej szkoły podstawowej i liceum - Spark Academy w Poznaniu - odpowiedzialny za wdrażanie nowoczesnych form edukacji, strategie i organizację szkoły. Od 2022 roku mieszka na stałe w Warszawie. 
W 2020 roku został przyjęty w poczet członków Unii Literackiej.

## Twórczość literacka
Zadebiutował w 2016 roku książką popularnonaukową dla dzieci Ekonomia. To, o czym dorośli ci nie mówią wydanej przez poznański Publicat. Pozycja została życzliwie przyjęta przez rynek, co zaowocowało kolejnymi tytułami i przekształceniem pomysłu w serię. W 2017 nakładem tego samego wydawnictwa ukazała się Polityka, w kolejnych latach - Mózg, Kosmos, Sztuczna inteligencja. W czerwcu 2020 na rynku pojawiła się książka Wirus i inne drobne ustrojstwa przygotowana na fali pandemii COVID-19, kilka miesięcy później - Klimat, a w 2021 roku następne dwa tytuły - Emocje, Śmieci.
W 2019 roku współpraca z wydawnictwem Albus zaowocowała Murami, kolejnym tytułem popularnonaukowym dla dzieci i młodzieży. Rok później Albus wydał Rewolucje, w kolejnych latach - Wojny i Katastrofy. W 2021 roku Boguś Janiszewski i Max Skorwider wydali z Wydawnictwem Agora O, chorobę - picturebook podejmujący temat chorób onkologicznych u dzieci. To książka cegiełka, przygotowana na zamówienie Fundacji ISKIERKA.
Publikacje Bogusia Janiszewskiego doczekały się też pierwszych wydań zagranicznych. Seria To, o czym dorośli ci nie mówią jest wydawana na Ukrainie i w Rosji. Mury, Rewolucje, Polityka, Sztuczna inteligencja poszukują czytelników w Szwecji, a Wirus w Bułgarii i na Białorusi. Szwedzkie Mury i Rewolucje uzyskały bardzo dobrą ocenę, przyznaną przez oficjalne gremium recenzenckie, co zobowiązuje wszystkie publiczne biblioteki do zakupu tytułu. W roku 2022 Mury zostały wydane również na rynku niemieckim, a Wojny w Czechach (2024). W 2024 licencje na wydanie sześciu pozycji z serii To, o czym dorośli ci nie mówią wykupili wydawcy chińscy. 
Książki Bogusia Janiszewskiego przetłumaczono na języki: bułgarski, czeski, mandaryński, niemiecki, rosyjski, szwedzki i ukraiński.

## Nagrody, wyróżnienia, nominacje
Polityka uzyskała nominację do Nagrody im. Ferdynanda Wspaniałego –  organizowanym przez Festiwal Literatury dla Dzieci w konkursie na Najlepszą Książkę Roku 2017. W Plebiscycie Lokomotywa na dziecięca książkę roku 2020 Rewolucje i Wirus znalazły się w finale kategorii Fakt. Książki były wielokrotnie omawiane i recenzowane, podczas audycji radiowych i telewizyjnych (m.in. w programie “Xięgarnia” TVN), a także przez książkowych blogerów. W 2021 O, Choroba została uhonorowana wyróżnieniem w kategorii graficznej w konkursie Książka Roku 2021 Polska Sekcji IBBY. Tytuł doczekał się również pierwszej nagrody w konkursie edytorskim Dobre Strony organizowanym przez Wrocławskie Targi Dobrych Książek.
- 2017 – nominacja dla Polityki w konkursie na najlepszą polską książkę roku 2017 organizowanym przez Festiwal Literatury dla Dzieci – Nagroda im. Ferdynanda Wspaniałego[16]
- 2020 – nominacje w kategorii FAKT dla Rewolucji i Wirusa - Plebiscyt Lokomotywa
- 2021 – wyróżnienie w kategorii graficznej dla O, Choroba w konkursie Polskiej Sekcji IBBY Książka Roku 2021[17]
- 2021 – nagroda główna dla O, Choroba w konkursie edytorskim "Dobre Strony” organizowanym przez Wrocławskie Targi Dobrych Książek[18]
- 2021 – O, choroba w finale plebiscytu Gwiazdy Dobroczynności 2021 organizowanego przez Akademię Rozwoju Filantropii i magazyn Twój Styl
- 2021 – nagroda główna w kategorii w kategorii KOMIKS dla O, Choroba w Plebiscycie Lokomotywa[19]
- 2021 –  O, choroba w finale Nagrody Literackiej Miasta Stołecznego Warszawy, w kategorii komiks i powieść graficzna[20]
- 2021 – O, choroba laureatem XX edycji konkursu: “Świat Przyjazny Dziecku” organizowanym przez Komitet Ochrony Praw Dziecka[21]
- 2022 – Wojny nominowane w kategorii FAKT w Plebiscycie Lokomotywa
- 2022 – Wojny w finale Nagrody Literackiej Miasta Stołecznego Warszawy w kategorii literatura dziecięca[22]
- 2022 – Wojny na liście Superdychy. Dziesięciu najlepszych książek dla dzieci[23] wybranych przez dwumiesięcznik Książki. Magazyn do czytania
- 2024 – nominacja dla Kurzola do Nagrody im. Ferdynanda Wspaniałego, w konkursie na najlepszą polską książkę organizowanym przez Festiwal Literatury dla Dzieci[24]
- 2024 – nominacja dla Książki o narkotykach w konkursie edytorskim Dobre Strony Wrocławskich Targów Dobrych Książek[25]
- 2024 – wyróżnienie w kategorii literackiej dla Książki o narkotykach w konkursie Polskiej Sekcji IBBY Książka Roku 2024[26]
- 2024 – Książki o narkotykach na liście "Superdychy. Dziesięciu najlepszych książek dla dzieci" wybranych przez dwumiesięcznik Książki. Magazyn do czytania[27]
- 2024  – nominacja w konkursie Mądra Książka Roku dla dzieci[28]

## Książki dla dzieci i młodzieży
Seria popularnonaukowa To, o czym dorośli ci nie mówią:
- 2016 – Ekonomia – o tym, skąd się biorą pieniądze, jak zarobić, co się opłaca, a co nie, gdzie kupić taniej, jak ratować sytuację, kiedy w skarbonce albo w portfelu widać dno.O ekonomii jasno i z humorem[29]
- 2017 – Polityka – o tym, po co jest władza i jak ją zdobyć, czy demokracja to najlepszy sposób na rządzenie, a także o tym, do czego potrzebne jest państwo, dlaczego politycy przepadają za kiełbasą wyborczą i przed czym chroni Konstytucja i dlaczego jest taka ważna
- 2019 – Mózg – o tym, skąd się wzięło myślenie i czy nam się opłaciło, kiedy nasz mózg nie daje rady, a kiedy działa znakomicie, dlaczego tak często myślimy na skróty, także o tym, kto tu właściwe rządzi – człowiek czy jego mózg
- 2019 – Kosmos – fascynująca historia kosmosu, czarnych dziur, planet, ciemnej materii i czerwonych karłów, opowiedziana w prosty i zabawny sposób[30]
- 2020 – Sztuczna inteligencja – o tym, co to jest sztuczna inteligencja, skąd wziął się pomysł tworzenia myślących maszyn, ile one potrafią dziś, a ile będą potrafiły wkrótce, a także o tym, jak myśli i jak uczy się komputer i czy sztuczna inteligencja jest lepsza od ludzkiej
- 2020 – Klimat – książka o kryzysie klimatycznym, o tym, w jaki pozyskuje się energię (węgiel, ropa) oraz jakie są skutki zwiększenia poziomu dwutlenku węgla w atmosferze
- 2021 – Emocje –  czy potrzebujemy emocji, dlaczego emocje czasem nas ponoszą, czy można być szczęśliwym bez przerwy i do czego przydają się lęk i złość
- 2021 – Śmieci – o degradacji natury, o tym, dlaczego człowiek tak strasznie śmieci, produkuje tyle plastiku i tak słabo radzi sobie z recyklingiem odpadów, a także o tym, co zrobić z zanieczyszczeniem wody, powietrza i gleby oraz jak powstrzymać eksploatację i niszczenie ekosystemów
- 2022 – Seks – czy da się żyć bez rozmnażania, skąd się wziął wynalazek płci i jak życie dawało sobie radę bez niego przez 2 miliardy lat, ile w końcu jest płci, czy orientacji płciowej można się nauczyć.
- 2023 – Świat do remontu – o tym, że nie mamy planety zastępczej, a na tej, na której mieszkamy, sporo się popsuło, a także o tym, jaki jest najgłupszy wynalazek człowieka, czy bieda może przytrafić się również bogatym, jak wyrównać nierówności, dlaczego budowanie idzie wolno, a niszczenie szybko
- 2023 – Bóg – o tym, po co ludziom wiara i jak sobie radzą ateiści, a także do czego przydają się religie, czy bogowie żyją wiecznie i czemu tak krótko, czy wiara i nauka kiedyś się pogodzą
- 2024 – Dojrzewanie – dojrzewanie jest obowiązkowe i nie zwalnia z niego żadne usprawiedliwienie, o plemnikach, masturbacji, końskich zalotach i pożądaniu
- 2025 – Biznes (Publicat, w przygotowaniu)
- 2025 – Relacje (Publicat, w przygotowaniu)

Seria popularnonaukowa Wyzwania:
- 2019 – Mury – spośród wielu znanych i mniej znanych murów, które wybudował człowiek, autorzy wybrali kilkanaście. Każdy został opatrzony metryczką zawierająca informacje: kiedy powstał, jakie ma wymiary, z jakiego materiału i w jakim celu został zbudowany.
- 2020 – Rewolucje – książka jest próbą odpowiedzi na pytani, dlaczego nasz świat wygląda tak jak wygląda. Autor opisał ponad dwadzieścia rewolucji, wśród których znalazły się: rewolucje krwawe i bezkrwawe zarówno te, które skończyły się sukcesem i zmieniły świat na lepszy jak również te, które lepiej żeby nigdy się nie wydarzyły.
- 2022 – Wojny – wojny wymyślono głównie do dwóch rzeczy: po to, żeby coś komuś zabrać albo by ten ktoś zaczął inaczej myśleć i żyć, ale często jest tak, że jedna strona czegoś chce od drugiej, na co ta druga się nie zgadza i czuje się wystarczająco silna, żeby powiedzieć „nie”. W książce znalazło się kilkanaście wojen z 15 tysięcy, które były udziałem człowiek, krwawych i bezkrwawych.
- 2023 – Katastrofy – o przebiegu i konsekwencjach zarówno katastrof wynikających z sił natury, jak i tych, które sami na siebie sprowadzamy. Autorzy stawiają tezę, że ludzie są mistrzami katastrof i potrafią zniszczyć wszystko, w sposób nagły i nieodwracalny.

Seria Kurzol:
To połączenie komiksu oraz tradycyjnej opowieści. Przygody Antka i Kurzola to seria książek w nurcie self-reg (samoregulacji) o tym, jak działa organizm i co zrobić, by miał się jak najlepiej. Ilustracje stworzyła Nikola Kucharska.
- 2023 – Kurzol. Gdzie się podział sen[31][32]
- 2023 – Kurzol. Strach się bać[33]
- 2024 – Kurzol. Kto ukradł pamięć[34]
- 2025 – Kurzol. Zagadka odporności (Agora dla Dzieci, w przygotowaniu)

Seria popularnonaukowa Niezła historia!:
- 2024 – Skąd się wzięła Polska? współautorka: Agnieszka Jankowiak-Maik – dowcipna opowieść o początkach państwa polskiego, w komiksowej formie[35]
- 2025 – W czym Chrobry był dobry? współautorka: Agnieszka Jankowiak-Maik  – o tym, co robił Polak na czeskim tronie, ile kosztuje porządna relikwia, co się wyprawiało na Łysej Górze, i w czym Chrobry był dobry (Agora dla Dzieci, w przygotowaniu)

Inne:
- 2020 – Wirus i inne drobne ustrojstwa – książka popularnonaukowa o wirusach, o tym, czym różnią się od bakterii, jak się przenoszą, jak działają i czemu są odporne na antybiotyki, co to jest układ odpornościowy i jak działa szczepionka.
- 2021 – O, choroba –  książka popularnonaukowa-cegiełka na rzecz dzieci z chorobą nowotworową, powstała we współpracy z psychologami, pacjentami, lekarzami; pomaga przepracować trudne emocje.
- 2023 – Jak wspierać dziecko w szkole, która nie działa – poradnik dla rodziców
- 2024 – Książka o narkotykach. Nieporadnik – książka popularnonaukowa, to kompendium wiedzy o substancjach psychoaktywnych, ich działaniu i ryzyku[36][37]
- 2025 – Konstytucja, czyli mrówcza robota – lekcja edukacji obywatelskiej[38][39][40]

## Adaptacje teatralne
- 2020 – Teatr Ateneum w Katowicach, Wielkie, Gorące, Szybkie Puff - spektakl dla młodych widzów w oparciu o Kosmos[41][42]
- 2024 – Teatr Polonia i Teatr Papahema w Warszawie, Polityka[43]
- 2024 – Teatr Arlekin w Łodzi, O, Choroba. Historia do rany przyłóż[44][45]
- 2024 – Teatr Miniatura w Gdańsku, Sztuczna inteligencja[46]